# Lexington Barbecue Festival

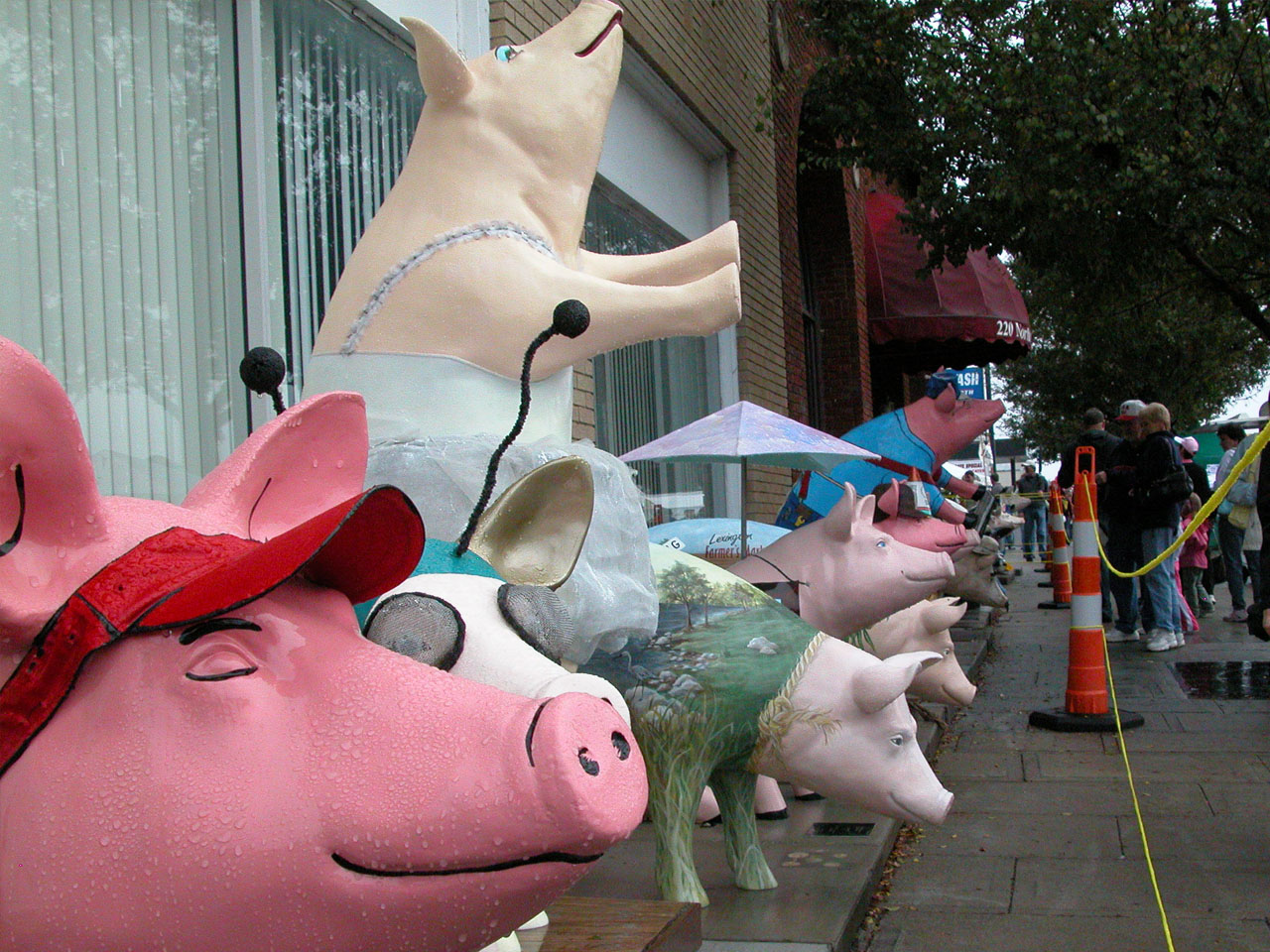
Ausstellungsschweine beim Barbecue-Festival

Das Lexington Barbecue Festival ist ein jährlich stattfindendes Festival in Lexington im US-Bundesstaat North Carolina. Mit etwa 150.000 Besuchern im Jahr ist es das größte Barbecue-Festival des Staates und gehört zusammen mit Memphis in May und dem International Bar-B-Q Festival in Kentucky zu den größten der USA.
Das Festival findet an einem der beiden letzten Sonntage im Oktober statt. Allerdings finden den ganzen Oktober (in Lexington der „Barbecue Month“) über Barbecue-bezogene Veranstaltungen statt: die Tour de Pig, ein Radrennen, ein Dreimeilen-Hawg-Lauf, ein Schönheitswettbewerb, Golf-, Tennis- und Softballwettbewerbe sowie ein Cheerleader-Wettbewerb mit Barbecue-Thema.
Am Sonntag beginnt der Tag mit der Parade of Pigs, bei der ein Umzug Wagen und geschmückte künstliche Schweine durch die Stadt führt. Für das Festival selbst ist ein großer Innenstadtbereich abgesperrt, auf dem etwa 400 Händler ihre Waren ausbreiten und verkaufen. Daneben gehören Musikbühnen, eine Kunstausstellung, Fahrgeschäfte für Kinder (im Ferkelland) und anderes Großveranstaltungstypisches zum Programm. Neben dem Barbecue, das in den BBQ-Restaurants der Stadt und privat zubereitet wird, verkaufen drei Zelte auf dem Veranstaltungsgelände jährlich 12.000 amerikanische Pfund Barbecue. Seit 2003 stellen Geschäftsleute und andere von Mai bis zum Lexington Barbecue Festival lebensgroße geschmückte Fiberglasschweine vor ihren Geschäften auf. Die gesammelten Schweine werden dann beim Barbecue Festival ausgestellt.

Schweineballon

Das Festival wurde 1984 gegründet. Es bezieht sich auf „Everybody's-Day“-Veranstaltungen in Lexington, die auf den Beginn des 20. Jahrhunderts datieren. Hierbei handelte es sich um öffentliches Barbecue-Kochen innerhalb einer Nachbarschaft, dass sich innerhalb einiger Jahre auf ganze Wochen ausdehnte. Nachdem 1919 Sid Weaver und George Ridenhour das erste dauerhafte Barbecue-Restaurant der Stadt eröffnet hatten und bald andere Unternehmer folgten, schwächte sich der Brauch des öffentlichen Barbecues ab und verschwand irgendwann ganz. 1977 forderte der lokale Journalist Jerry Bledsoe die Wiederbelebung dieses Brauchs und traf auf rege öffentliche Zustimmung, aber wenig praktische Umsetzung dieses Vorschlags. Erst ein Zusammenschluss der größeren BBQ-Restaurants der Stadt konnte die Tradition des öffentlichen stadtweiten Barbecues wiederbeleben.
Lexington steht dabei für eine der beiden Barbecue-Traditionen North Carolinas. Während im Küstenbereich des Staates vor allem ganze Schweine mit Essig oder Senf gewürzt werden, besteht der Lexington-Stil aus Schweineschulter mit einer Essig-Ketchup-Sauce. An der Küste gibt es zahlreiche kleinere Wettbewerbe, hingegen konzentriert sich das Barbecue-Festival-Leben der Piedmont-Region auf das Lexington Festival. Obwohl 1995 die Abschlussveranstaltung der Küstenbarbecuewettbewerbe in Lexington stattfand, ist die staatsinterne Rivalität doch groß genug, dass North Carolinas Repräsentantenhaus Lexington 2007 nur zum „offiziellen Essens-Festival der Piedmont“-Region ernannte, da eine Ernennung zum Staatsfestival die Ostküste nachhaltig verstimmt hätte.